# Flurazepam
Das Flurazepam gehört zu den lang wirkenden Benzodiazepinen. Es wird zur kurzzeitigen Behandlung von Ein- und Durchschlafstörungen eingesetzt. Bei langzeitiger Einnahme besteht die Gefahr des schädlichen Gebrauchs.

## Pharmakokinetik
Die orale Bioverfügbarkeit von Flurazepam ist sehr gut, es findet nahezu vollständige Resorption statt. Bei Flurazepam handelt es sich um ein Prodrug. Die Substanz wird zügig zu den pharmakologisch aktiven Metaboliten Hydroxyethylflurazepam und Flurazepamaldehyd sowie etwas weniger schnell zu Desalkylflurazepam umgesetzt, wobei der Metabolismus wahrscheinlich durch die Cytochrom-P450-Untergruppen CYP3A4 und CYP2C19 katalysiert wird. Im Gegensatz zu den anderen beiden Metaboliten akkumuliert Desalkylflurazepam, dessen Plasmahalbwertszeit zwischen 50 und 100 Stunden liegt. Desalkylflurazepam erreicht bei mehrmaliger Einnahme von Flurazepam nach mehreren Tagen konstant bleibende Konzentrationen im Blutplasma. Die maximale Plasmakonzentration an Flurazepam wird nach 1 bis 3 Stunden, die seiner Metaboliten, je nachdem welcher, nach 0,5 bis 96 Stunden erreicht.

## Wirkungsmechanismus
Flurazepam verstärkt im Zentralnervensystem die Wirkung des körpereigenen Neurotransmitters GABA. Dies geschieht durch ein Anbinden des Flurazepam an den GABA-Rezeptor.
Die Wirkung des Flurazepams lässt bei einer Einnahme von länger als 14 Tagen nach. Dies ist bedingt durch den Regelmechanismus, bei dem der Körper versucht, seine ursprüngliche Homöostase, sein Fließgleichgewicht wiederherzustellen. Um die Wirkung konstant zu halten, müsste die Dosis stetig erhöht werden, was zu einer Abhängigkeit führen würde.

## Nebenwirkungen
Bei längerer Einnahme und höherer Dosierung kommt es häufig zu Schläfrigkeit, Schwindelgefühlen, Verwirrtheit und Gedächtnisstörungen, was auch eine Verlängerung der Reaktionszeit mit sich bringt.
Während der Anwendung von Flurazepam kann es auf Grund der erschlaffenden Wirkung auf die Muskulatur auch zu Bewegungs- und Gangunsicherheit kommen.

## Anwendung in der Schwangerschaft und Stillzeit
Es gibt klare Hinweise für Risiken des menschlichen Fötus bei Einnahme in der Schwangerschaft, aber der therapeutische Nutzen für die Mutter kann überwiegen. Flurazepam tritt in die Muttermilch über. Ist eine regelmäßige Einnahme notwendig, wird das Abstillen empfohlen.

## Handelsnamen
Monopräparate
Dalmadorm (D, CH), Staurodorm (D), Flurazepam Real (D)